# Shams ud-Dîn Îltutmish

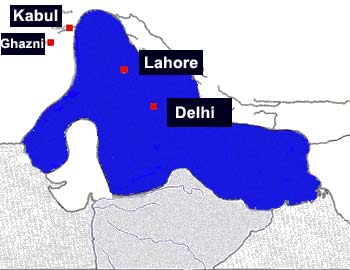
Le sultanat de Delhi sous le règne d'Îltutmish

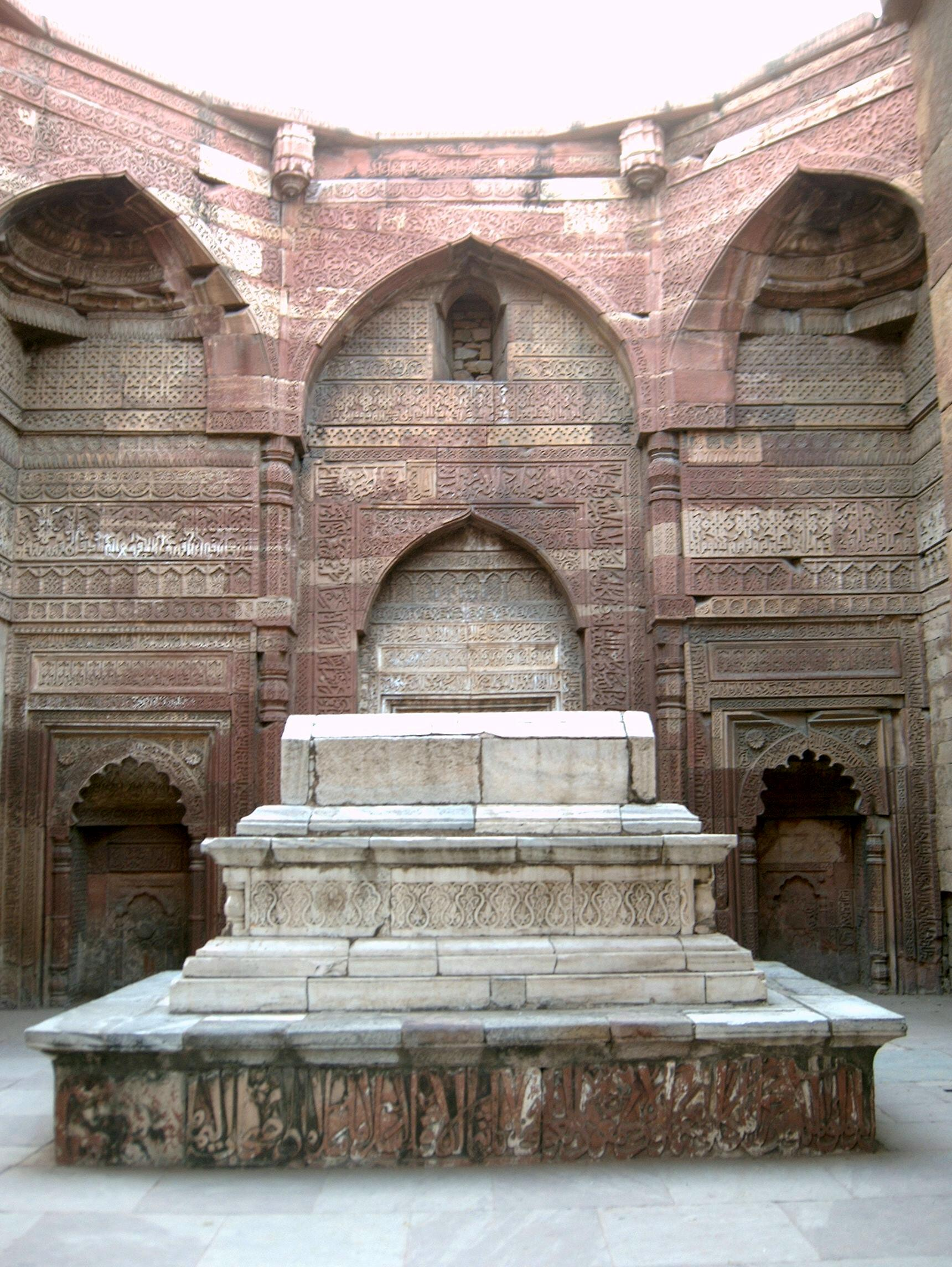
Le mausolée d’Iltutmish à Delhi

Shams Îltutmish (°? = 1211-1236) est un sultan de Delhi, le troisième de la dynastie des esclaves et l'un des plus importants. Il succède à Âram Shâh qui règne moins d'une année.
Membre de la tribu des Ilbarî originaire du Turkestan, la tradition le gratifie d'une intelligence et d'une beauté qui font la jalousie de ses frères qui le vendent comme esclave durant son enfance. Acheté par Qutb ud-Dîn Aibak, alors gouverneur de Delhi, il entame une carrière militaire brillante et devient bientôt le gouverneur de Badaun au service de Qutb ud-Dîn Aibak. Il épouse ensuite une des filles de son maître et monte finalement sur le trône de Delhi en 1211.
Dès son accession, il se trouve en butte aux prétentions d'adversaires qui se jugent plus légitimes que lui. Ainsi, Tâj ud-Dîn Yildiz, le gouverneur de Ghaznî, occupe Lâhore et menace Îltutmish qui l'attaque et le défait à Tarâin en 1214. Plus tard, Nâsir ud-Dîn Qabacha, gouverneur de Uch et Mûltan, nommé lui aussi par Muhammad Ghûrî, se rebelle et est vaincu par Îltutmish en 1217, puis expulsé du Pânjab.
En 1221, les mongols de Gengis Khan se présentent aux portes de l'Inde sur les rives de l'Indus, Îltutmish les dissuade de pénétrer sur ses terres et ils se retirent. Nâsir ud-Dîn Qabacha revient en 1227 menacer à nouveau Îltutmish qui le défait à nouveau. Qabacha trouve la mort en se noyant dans l'Indus. Profitant de ces troubles, d'autres gouverneurs, en poste au Bengale, se déclarent indépendants. Îltutmish y envoie ses troupes pour mater ces révoltes, en particulier celle de Ghiyâs ud-Dîn qu'il défait et fait tuer en 1229. Alors qu'il se rend au Bengale pour mettre un terme final aux rébellions, les râjas rajputs Chandelâ, Pratîhâra et Châhumana se soulèvent pour récupérer leurs territoires conquis par les sultans de Delhi avec des succès divers.
Vers la fin de son règne, il mène une campagne contre les râjas du Mâlvâ, pille Ujjain, puis tente de reprendre Kânauj, Vârânasî et Badaun qui se sont soulevées.
Invitant hommes de lettres et artistes, Îltutmish impose Delhi contre sa rivale Lâhore et en fait ce qu'on appelle la « deuxième Bagdad ». Bon administrateur, il organise son état en le découpant en provinces, les iqtas, avec à leur tête un fonctionnaire rétribué, l'iqtadâr. C'est le premier sultan de Delhi à frapper monnaie. De confession sunnite, il se montre intolérant envers les hindous mais aussi envers les chiites qu'il persécute et qui se soulèvent plusieurs fois.
Avant de mourir, il nomme sa fille Jalâlat ud-Dîn Raziyâ comme successeur, mais elle ne pourra pas monter immédiatement sur le trône, la noblesse lui préférant Rukn ud-Dîn Fîrûz Shâh qu'elle renverse au bout de huit mois, portée au pouvoir par la population de Delhi.

## Source
- Louis Frédéric, Dictionnaire de la civilisation indienne, Robert Laffont, 1987, 1276 p. (ISBN 2-221-01258-5)